# Soldo

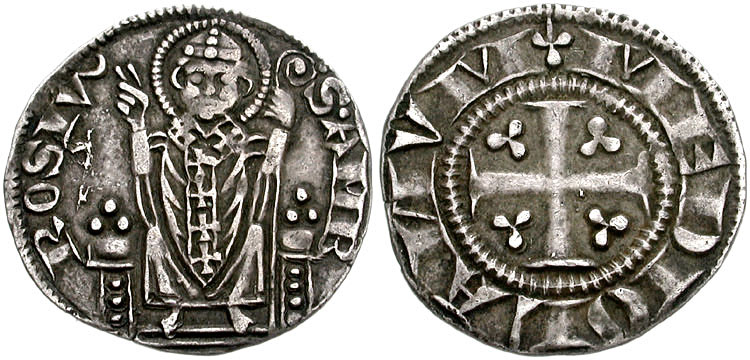
Soldo, Mailand, Bild des Hl. Ambrosius, Ende des 13. Jahrhunderts

Soldo ist die Bezeichnung für eine italienische Münze (in Mehrzahl Soldi). Die Münze wurde erstmals Ende des 12. Jahrhunderts in Mailand durch Kaiser Heinrich VI. in Silber mit einem Gewicht von 1,25 g geprägt. Sie verbreitete sich rasch in ganz Italien, sank aber allmählich im Wert, so dass sie schließlich erst in Billon, also als Barren, und dann im 18. Jahrhundert in Kupfer geprägt wurde. 
Ein Soldo hatte 12 Denari. 20 Soldi bildeten eine Lira (ein Pfund Silber).

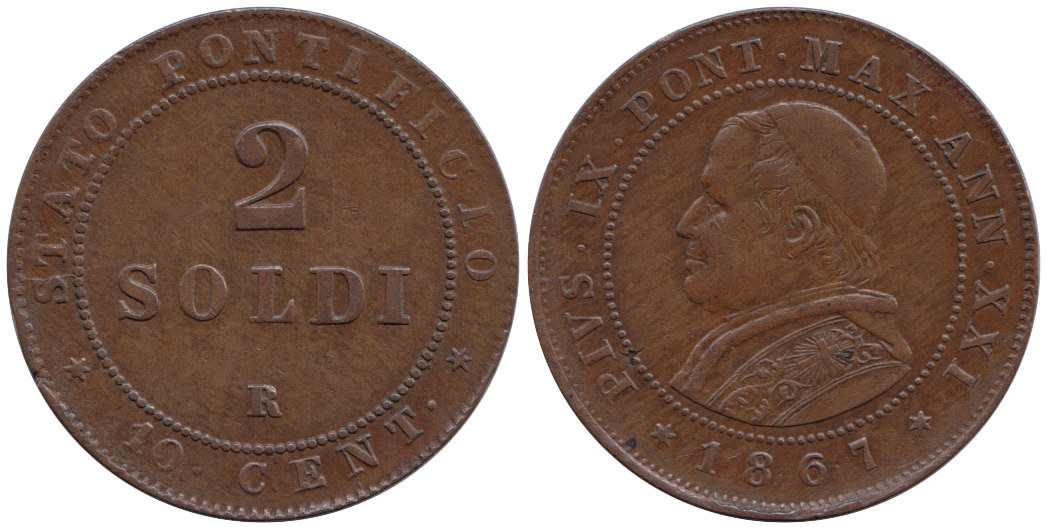
Kupfermünze 2 Soldo 1867, Kirchenstaat

Unter der Herrschaft Napoleons galten 100 Centesimi = 20 Soldi = 1 Lira. Auch nach Einführung des Königreichs Italien, als keine Soldi mehr geprägt wurden, blieb die Bezeichnung Soldo im Volk für die 5-Centesimi-Münze erhalten. 
Die Bezeichnung des Soldo ist abgeleitet von der Bezeichnung Solidus für eine spätrömische/byzantinische Münze. Verwandt mit dem Soldo sind auch die französischen Münzen Sol (Münze) und Sou, der Schilling, sowie der Nuevo Sol in Peru. 
Vom Soldo leitet sich das deutsche Wort Sold ab.